# 桓譚
桓譚（前36年—35年）字君山，沛國相縣（今安徽省濉溪县）人，西漢晚期、新莽、東漢前期學者和政治人物。

## 生平
其父為汉成帝时的太乐令。桓譚在17歲時任職奉車郎中，陪侍漢成帝出祠甘泉、河東，著《仙賦》。桓譚擅長經學和音樂，有文才，喜非毁俗儒。漢哀帝、漢平帝時官位仍為郎官。至漢光武帝時，任议郎給事中，曾進諫漢光武帝不應以讖緯來決斷事情，建武十年（34年）被降為六安郡丞，隔年病死於途中，终年七十一岁。王充在其《论衡》中给予高度評價。

## 作品
著作有《新論》，原书早佚。清代有孙冯翼、严可均辑本，《問經堂叢書》有輯入。目前最好的輯本為朱謙之校輯的《新輯本桓譚新論》（北京，中華書局，2009）。

## 逸聞
- 張華《博物志》載：「漢世，安平崔瑗、瑗子寔、弘農張芝、芝弟昶並善草書，而太祖亞之。桓譚、蔡邕善音樂，馮翊山子道、王九真、郭凱等善圍棊，太祖皆與埒能。」可見桓譚善長音律，與蔡邕並稱。

## 各家考定的生卒年
- 孫少華：漢昭帝建昭三年（前36年）生，漢光武帝建武十一年（35年）卒。
- 汪廷奎、邱耐久：漢昭帝建昭三年（前36年）生。
- 姜亮夫、劉汝霖：漢昭帝陽朔二年（前23年）生，漢光武帝建武中元元年（56年）卒。
- 鮑格洛：漢元帝永光元年（前43年）生，漢光武帝建武四年（28年）卒。
- 曹道衡：陽朔二年（前23年）以前生。
- 臧知非：漢成帝永始元年（前16年）生，漢光武帝建武中元元年（56年）卒。
- 大久保隆郎：漢元帝永光四年（前40年）生，漢光武帝建武七年（31年）卒。

## 延伸阅读
[在维基数据编辑]
 在维基文库阅读此作者作品
 《後漢書·卷28上》，出自范晔《後漢書》
 《東觀漢記》